# 前596年
| 千纪： | 前1千纪 |
| 世纪： | 前7世纪 \| 前6世纪 \| 前5世纪 |
| 年代： | 前620年代 \| 前610年代 \| 前600年代 \| 前590年代 \| 前580年代 \| 前570年代 \| 前560年代                                                                                     |
| 年份： | 前601年 \| 前600年 \| 前599年 \| 前598年 \| 前597年 \| 前596年 \| 前595年 \| 前594年 \| 前593年 \| 前592年 \| 前591年                                                       |
| 纪年： | 周定王十一年 魯宣公十三年 齐顷公三年 晉景公四年 秦桓公八年 宋文公十五年 楚庄王十八年 衛穆公四年 陈成公三年 蔡文侯十六年 曹文公二十二年 郑襄公九年 燕宣公六年 杞桓公四十一年 |

## 大事記
- 秋，先縠召來赤狄進攻晉國。
- 冬，晉國人追究邲之戰失利以及勾結赤狄的責任，把先縠及其族人全部被處死，先氏被滅。士會繼任為中軍佐。

## 逝世
- 先縠，春秋时期晋国的中军佐。